# 静狩稲荷神社
静狩稲荷神社（しずかりいなりじんじゃ）は、北海道山越郡長万部町静狩にある神社。

## 祭神
- 大山祇命（おおやまつみのみこと）
- 倉稲魂命（うかのみたまのみこと）

## 歴史
- 1887年 漁場の安全祈願し、京都伏見稲荷大社の御分霊を奉ることに始まる。
- 1898年 祭日を旧暦6月10日から新暦7月10日と定める。
- 1977年 地元若者が一致団結し操業安全と大漁豊漁を祈願し、海中御神渡りを始める。
- 1995年 1943年に閉山した静狩金山市街に存在した静狩金山神社の大山祇命の御神体を合祀。
- 2018年 静狩稲荷神社の歴史を後世に残すために由緒の碑を建立。
- 2019年 かつて静狩金山神社境内に安置していた、金山坑内から搬出した金鉱石の御手洗石と最盛期の静狩地区についての由緒の碑を建立。

## 現地情報
所在地
- 北海道山越郡長万部町字静狩59番地

交通アクセス
- 最寄駅：北海道旅客鉄道(JR北海道)　静狩駅から徒歩5分

周辺
- 静狩駅
- 静狩市街
- 八雲警察署静狩駐在所
- 静狩郵便局
- 静狩振興会館
- 長万部町立静狩小学校
- 静狩漁港
- 静狩川
- 静狩峠
- 静狩金山跡
- 静狩広場緑地利用施設（パークゴルフ場）